# La fuga di Bulldog Drummond
La fuga di Bulldog Drummond (Bulldog Drummond Escapes) è un film del 1937 diretto da James P. Hogan.
Il soggetto è tratto dal lavoro teatrale Bulldog Drummond Again di Herman C. McNeile, lo scrittore che, con una serie di romanzi, creò negli anni venti il personaggio di Bulldog Drummond ispiratore di numerose versioni cinematografiche, adattamenti dei suoi romanzi e delle sue commedie.

## Trama
Appena tornato in Inghilterra, il capitano Drummond si trova nei pressi di casa sua quando una giovane donna gli si getta davanti all'auto, sbucando improvvisamente dal buio della sera. Drummond riesce a evitarla, ma la ragazza rimane a terra, tramortita. Mentre sta tentando di rianimarla, il capitano sente un grido seguito da alcuni spari. Si alza per andare a indagare, ma la donna svenuta approfitta della sua assenza, si rialza e fugge via, allontanandosi con l'auto. Drummond rintraccia la giovane che presto lo convince ad aiutarla ad uscire da una situazione disperata. Ma una rete spionistica cattura il capitano e lo tiene prigioniero. Drummond dovrà ingegnarsi per riuscire a scappare.

## Produzione
Il film fu prodotto dalla Paramount Pictures. Durante le riprese, furono usati i titoli di lavorazione Bulldog Drummond Saves a Lady, Bulldog Drummond's Holiday e Bulldog Drummond's Romance. Fu il primo film della serie che la Paramount produsse tra il 1937 e il 1939 con protagonista Ray Milland.

## Distribuzione
Il copyright del film, richiesto dalla Paramount Pictures, Inc., fu registrato il 21 gennaio 1937 con il numero LP6868.
Distribuito dalla Paramount Pictures, il film uscì nelle sale cinematografiche USA il 22 gennaio 1937 con il titolo originale Bulldog Drummond Escapes. Fu distribuito in Europa con diversi titoli: in Danimarca, rinominato Bulldog Drummond ta'r affære, uscì il 21 aprile 1937.